# Rudolf Reinhart

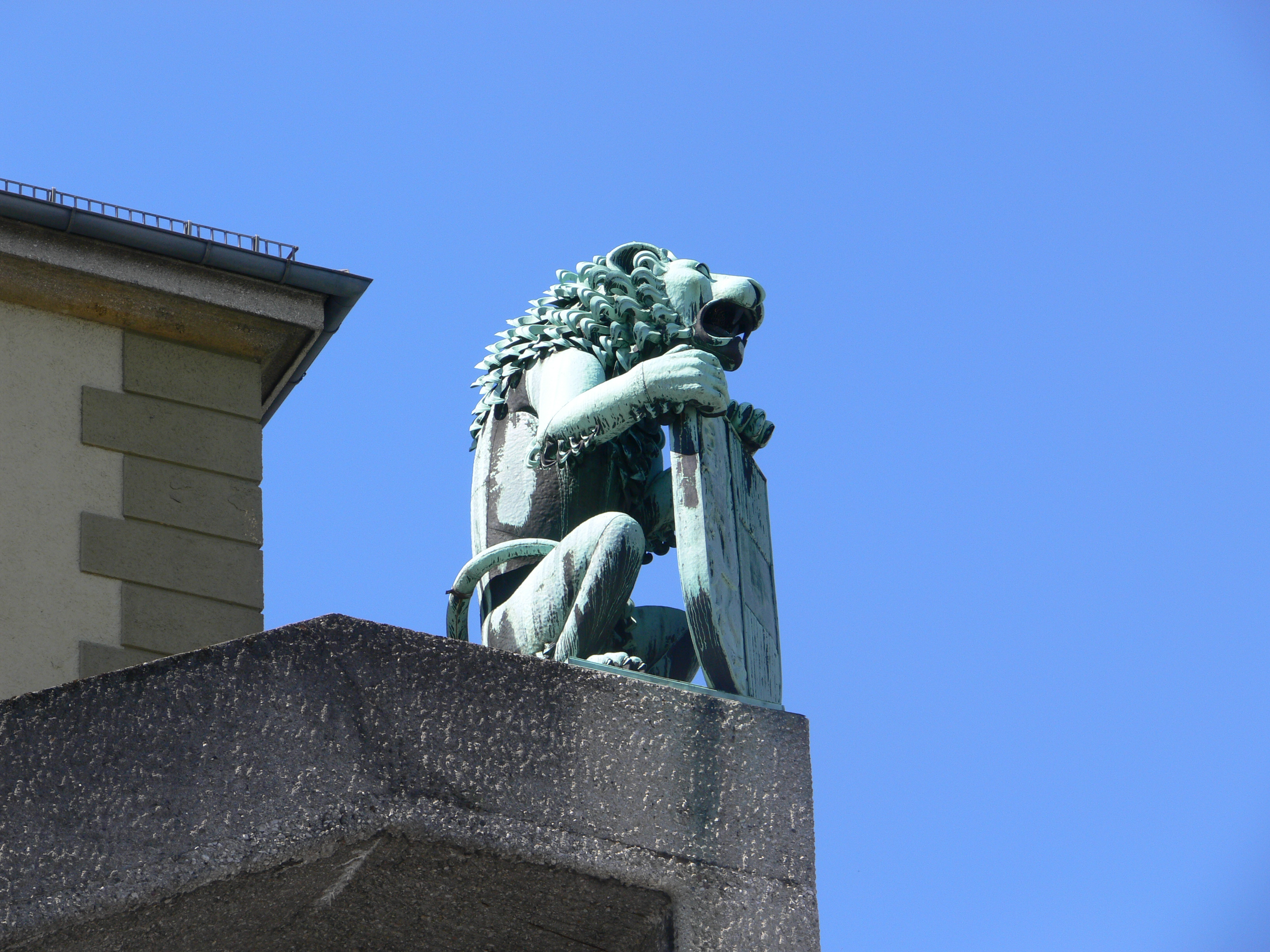
Metallplastik am Haus für Mozart in Salzburg

Rudolf Reinhart (* 20. Jänner 1897 in Linz; † 11. November 1975 in Innsbruck) war ein österreichischer Bildhauer, der vorwiegend Metallplastiken schuf.

## Leben
Rudolf Reinhart absolvierte zunächst eine Ausbildung zum Spengler und Kupferschmied. Von 1926 bis 1929 studierte er an der Kunstgewerbeschule Wien in der Gold- und Silberschmiedeklasse bei Josef Hoffmann und in der Bildhauerklasse bei Anton Hanak. Anschließend lebte und arbeitete er zeitweilig in Süddeutschland, der Schweiz, Pola, Puch bei Hallein sowie längere Zeit in Hall in Tirol. 1937 erhielt er vom Architekten Clemens Holzmeister den Auftrag, am Dach des Kleinen Festspielhauses den Salzburger Wappen-Löwen aus Kupferblech zu schaffen, während der Hanakschüler Jakob Adlhart für die Skulpturen aus Naturstein und Kunststein zuständig war. Er schuf vorwiegend figurale Treibarbeiten in verschiedenen Metallen. Einer seiner Schüler war Jos Pirkner.

## Werke

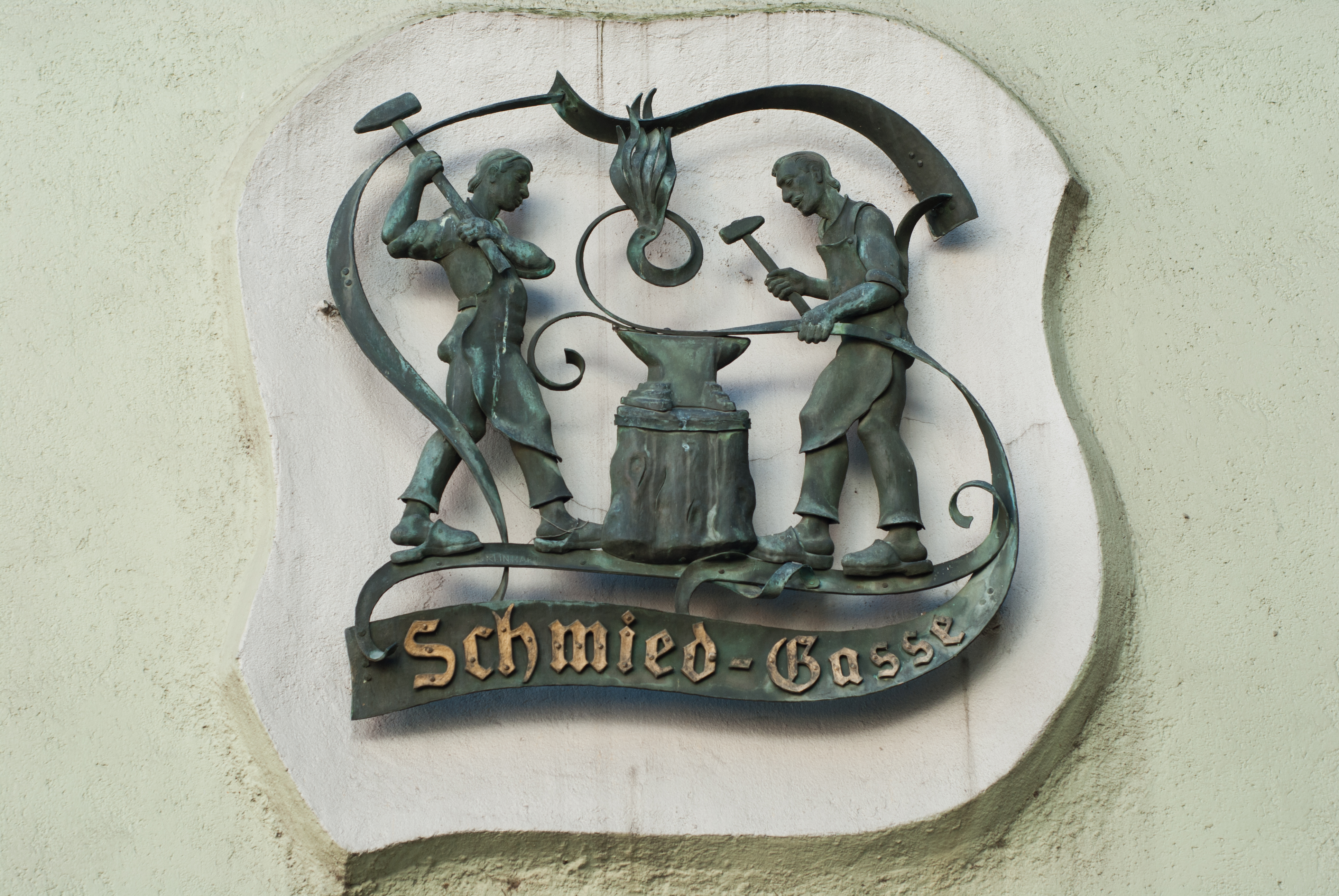
Straßenschild der Schmiedgasse in Hall

- Kupferstandbild Erzherzog Sigmunds des Münzreichen, Sigmundsbrunnen, Hall in Tirol, 1933[4]
- Löwenstatue mit Salzburger Landeswappen am Kleinen Festspielhaus, Salzburg, 1937
- Kupferstandbild der Erzherzogin Magdalena von Österreich, Magdalensbrunnen, Hall in Tirol, 1951/52[5]
- Adler-Skulptur vor der Zentrale der Firma Recheis, Hall in Tirol, 1952
- Straßenschilder in der Haller Altstadt, um 1967
- figurale Hammerarbeiten aus Kupfer- und Messingblech, Gasthaus Goldener Löwe, Hall[6]